# Themisia
Themisia — рід грибів. Назва вперше опублікована 1939 року.

## Класифікація
До роду Themisia відносять 2 види:
- Themisia faginea
- Themisia nuda